# Palazzo Marescalchi
Palazzo Marescalchi (già dall'Armi) è un edificio storico situato nel centro di Bologna, in via IV Novembre (anticamente chiamata via delle Asse).

## Storia
Costruito su edifici preesistenti nel 1466, venne completamente ricostruito e ingrandito su progetto di Floriano Ambrosini nel 1613. Alcune fonti riportano un intervento di Pellegrino Tibaldi durante la costruzione. L'anno successivo, esauritasi la discendenza maschile della famiglia dall'Armi, cambiò proprietario in seguito al matrimonio di Eleonora dall'Armi con Vincenzo Marescalchi. Nel 1777 fu nuovamente ricostruito e ampliato soprattutto sul lato orientale, dove andò ad occupare il posto di alcuni edifici che la famiglia comprò per permettere l'espansione. In quell'occasione, sempre sul lato orientale, si aprì una piazzetta. In seguito questa parte dell'edificio (così come la piccola piazza) è stata fortemente rimaneggiata per permettere l'apertura della moderna Piazza Roosevelt, realizzata nel 1935.   All'interno dell'appartamento nobile si trova un camino su cui si trova la decorazione intitolata La Vigilanza e realizzata da Ludovico Carracci.
Nel XIX secolo Ferdinando Marescalchi si occupò di ristrutturare e modificare il palazzo, rinnovando l'appartamento al piano nobile (decorato da Felice Giani). Nel 1811 cominciò la creazione di un giardino all'inglese, sul lato occidentale del palazzo, andando a demolire alcuni edifici verso l'attuale via Cesare Battisti (allora detta via Imperiale di San Prospero). Il figlio Carlo completò la realizzazione del giardino e innalzò un muro per proteggerlo da sguardi indiscreti. Nella seconda metà dell'800 cominciò il declino della famiglia Marescalchi, che culminò agli inizi del XX secolo con la vendita del palazzo alla famiglia Orlandini.
Il 25 aprile del 1874 nacque nell'ala occidentale del palazzo (quella ricostruita agli inizi del XIX secolo) Guglielmo Marconi, figlio di un proprietario terriero originario di Pontecchio, vedovo e al secondo matrimonio, con una giovane irlandese.
Il palazzo fu danneggiato durante due distinti bombardamenti durante la Seconda Guerra Mondiale, uno dei quali in particolare colpì la parte occidentale, quella in cui era nato Guglielmo Marconi. Nel 1961 i proprietari chiesero l'abbattimento del palazzo, ma il Ministero del Tesoro lo acquisì, restaurandolo e destinandolo in parte alla sede della Sopraintendenza per i Beni Ambientali e Architettonici dell'Emilia.